# Ryszard Szadziewski
Ryszard Szadziewski (ur. 2 stycznia 1948 w Silcu) – polski entomolog, profesor nauk biologicznych.

## Życiorys
W 1974 r. uzyskał na Uniwersytecie Mikołaja Kopernika w Toruniu stopień magistra. W 1979 r. obronił doktorat w Instytucie Zoologii Polskiej Akademii Nauk, w 1987 r. habilitował się na Uniwersytecie im. Adama Mickiewicza w Poznaniu, w 1996 r. został profesorem nadzwyczajnym, w 2000 r. profesorem zwyczajnym. Od 1996 do 1996 r. przewodniczył Sekcji Dipterologicznej Polskiego Towarzystwa Entomologicznego, od 1990 do 1993 r. pełnił funkcję prodziekana Wydziału Biologii, Geografii i Oceanologii Uniwersytetu Gdańskiego. Był też kierownikiem Katedry Zoologii Bezkręgowców i Parazytologii na Wydziale Biologii UG. Pracował tam do przejścia na emeryturę, po czym uzyskał status profesora seniora. W latach 1995–2001 był redaktorem naczelnym Polskiego Pisma Entomologicznego, od 1995 r. jest członkiem Zarządu Głównego Polskiego Towarzystwa Entomologicznego. W 2018 r. Międzynarodowe Stowarzyszenie  Bursztynników nadało mu tytuł Bursztynnika Roku, zbiór 133 inkluzji przekazał tworzącemu się przy UG Muzeum Inkluzji w Bursztynie. Członek honorowy Towarzystwa Miłośników Kętrzyna, przewodniczący Światowej Rady Bursztynu.

## Praca naukowa
Jako dipterolog zajmuje się systematyką i paleoentomologią muchówek, głównie z rodziny kuczmanowatych, współczesnych i kopalnych. Opisał nowe taksony fosylnych i współczesnych muchówek tj. 174 gatunki, 13 rodzajów i 1 plemię. Opisał filogenezę kuczmanowatych od kredy wczesnej, zanegował regułę mówiącą o nieodwracalności ewolucji prowadzącej do pasożytnictwa. Udokumentował, że obecne zasięgi wielu taksonów o niewielkich areałach to skutek wymierania, przy czym zwrócił uwagę, że bez znajomości form kopalnych nie jest możliwe odróżnienie zasięgu reliktowego od endemicznego. Dorobek naukowy obejmuje 81 publikacji, z których większość jest oryginalnymi pracami naukowymi.

## Nagrody i odznaczenia
Nagrody i odznaczenia:
- Srebrny Krzyż Zasługi (1998);
- Nagroda „Za zasługi dla Rozwoju Polskiego Towarzystwa Entomologicznego” (1998);
- Medal Komisji Edukacji Narodowej (1999).